# Wie trouwt mijn zoon?
Wie Trouwt Mijn Zoon? is een Nederlands televisieprogramma, waarin moeders van vrijgezelle zonen de kans geeft om voor hun zonen een leuke man of vrouw te vinden.
Het eerste seizoen werd in 2011 uitgezonden op RTL 4. Robert ten Brink presenteerde deze reeks. Het tweede seizoen was in 2012 te zien bij SBS6 en werd gepresenteerd door Erik van der Hoff. Het derde seizoen is in 2014 te zien bij SBS6 en wordt door Jochem van Gelder gepresenteerd.
In 2012 kwam het programma op de Vlaamse zender VTM, met als presentatrice Dina Tersago.

## Kandidaten Nederland Seizoen 1 (RTL 4)
Anneke en Elmer: Elmer is 31 en een ondernemer. Samen met zijn moeder Anneke woont hij in Rotterdam. Anneke is 64 en een voormalig balletdansers. Haar schoondochter moet wel haar goedkeuring krijgen.
Arina en Lars: Lars is 27 en woont bij zijn moeder in Zoetermeer. Hij heeft een tijdje gewerkt als Event manager. Arina is 59 en ze werkt als directeur inkoop & operations in de cosmetica branche. Ze vindt dat haar schoondochter wel in de familie moet passen.
Ingrid en Tim: Tim is 23 en werkt als bedrijfsleider in een kapperszaak in Heerhugowaard. Tim is de enige homoseksueel in het programma. Zijn moeder Ingrid is zelfstandige en gaat vaak met Tim de stad in om daar te dansen. Samen wonen ze in Heerhugowaard.
Irma en Hilbert: Hilbert is een 28-jarige assistent bedrijfsleider in een café in Enschede. Zijn werk is zijn passie, net als de voetbalclub FC Twente. Zijn moeder Irma is 55 en woont samen met Hilbert en haar man in Borne.
Josien en Jeroen: Jeroen is 34 en werkt al twaalf jaar als beveiliger. Hij ziet graag dat zijn toekomstige liefde goed met zijn moeder kan opschieten. Josien is 61 en met de VUT. Samen met Jeroen woont ze in Maurik.

## Kandidaten Vlaanderen
Damiano en Maria: Damiano is 24 jaar en woont bij zijn moeder Maria in Genk. Hij werkt als autoverkoper.
Max en Chantal: De 26-jarige Max uit Haaltert werkt als verpleegkundige in een ziekenhuis. Zijn moeder Chantal is in dezelfde sector werkzaam.
Samuel en Ria: Samuel uit Antwerpen is nog maar 23, toch werkt hij al 5 jaar fulltime als schoenenverkoper. Hij woont nog onder het dak van zijn moeder Ria.
Rik en Suzanne: Suzanne uit Mechelen is zelfstandig verzekeringsmakelaar, samen met haar man. Haar zoon Rik heeft voorlopig geen plannen om in de familiezaak te stappen.
Tom en Ingrid: De 28-jarige Tom uit Polinkhove werkt als timmerman. Zijn moeder, Ingrid, is interieurdecoratrice.